# 美国宪法第二条
《美国宪法》第二条确立了美国联邦政府的行政部门，并赋予其执行与执行联邦法律的职能。该条文将行政权力集中于美国总统一职，详细规定了总统与副总统的设立、选举方式、任期长短、职责权限以及免职程序，构成了总统制的制度基础，并没有直接建立其下属的任何一个部门。
第二条第一款设立了总统与副总统两个职务，并规定两者的任期皆为四年。该节的授权条款明确指出，联邦政府的行政权属于总统，与宪法第一条和第三条中的授权条款共同确立了美国政府的三权分立架构。第一款同时确立了选举总统与副总统的机制——选举人团制度。根据该制度，每个州通过其州议会设定选举人的产生方式，每州的选举人数量等同于其在国会中所拥有的众议员和参议员总数。选举人团负责选出总统和副总统。如果没有任何候选人获得多数选举人票，则由众议院进行所谓的权变选举，从得票最多的几位候选人中选出总统。该款还规定了总统的资格条件，要求候选人必须是出生于美国的公民，年满35岁，并在美国居住至少14年。若总统职位出现空缺，宪法授权国会制定法律来决定继任程序。此外，总统在就职前必须宣誓或庄严声明，誓言忠实执行总统职务并维护宪法。
第二款详尽列举了总统的权力。首先，总统被指定为美军三军总司令，并拥有特赦联邦罪犯的权力（不含弹劾案件）。此外，该节要求行政各部门的主要官员向总统提供意见，这为后来的内阁制度提供了基础。尽管宪法并未明文规定内阁的存在，第一任总统乔治·华盛顿将主要官员组织成一个咨询机构，逐渐形成惯例，为历任总统所沿用。该节中的条约条款赋予总统在取得参议院三分之二同意的前提下签署国际条约的权力；任命条款则授权总统提名联邦法官、驻外使节及其他高级公务员，但需获得参议院的建议与同意，即参议院的多数批准方能生效。该条款同时赋予国会通过立法决定某些低级官员是否可由总统、法院或各部门首长在无需参议院批准的情形下任命。最后一项休会任命规定，在参议院休会期间，总统可临时任命官员填补空缺，这种任命无需立刻取得参议院批准，但任期有限。
第三款则规定了总统在履行职责过程中的义务与权限。总统有权在特殊情况下召集国会两院会议，并在会期出现分歧时决定其休会时间。总统还负责接待外国使节与大使，这项权力也被视为对外交承认权的体现。此外，总统负责颁发所有联邦官员的任命证书。该款要求总统定期向国会通报“国家状况”，自1913年以来，这一责任通常以国情咨文的形式呈现，由总统亲自向国会发表演说。第三节中的建议条款赋予总统向国会提出其认为“必要与适当”的立法建议的权力，而执行条款则规定总统必须确保所有经合法程序制定的法律被忠实执行。不过，如何具体执行法律，总统拥有一定的解释与裁量空间。
第四款概述了总统、副总统以及所有联邦文官被弹劾与免职的条件。依据该节规定，若上述官员因叛国、受贿或其他重大罪行与不当行为被弹劾并定罪，即可被罢免。这项规定为行政部门设立了最终的责任机制，保障政府权力不会被滥用，同时也体现了立法机关对行政首脑的监督机制。

## 第一款：总统和副总统

### 第1节：行政权
The Executive Power shall be vested in a President of the United States of America. He shall hold his Office during the Term of four Years, and, together with the Vice President, chosen for the same Term, be elected, as follows
- 译文：“行政权属于美利坚合众国总统。总统任期四年，副总统的任期相同。总统和副总统按以下方法选举：[2][3]”

第一节属于授权部分，与宪法的第一条（国会的立法权）和第三条（法院的司法权）的同一节作用一样。但是以总统为代表的行政部门所拥有的行政权（即执法权）仅限于执行拥有立法权的国会所通过的法律，因为国会有权“制定为行使上述各项权力和由本宪法授予合众国政府或其任何部门或官员的一切其他权力所必要和适当的所有法律。”
总统是美国联邦政府行政部门的首脑，总统和副总统每4年选举一次。（美國憲法）

### 第2节：选举人的选派方法
Each State shall appoint, in such Manner as the Legislature thereof may direct, a Number of Electors, equal to the whole Number of Senators and Representatives to which the State may be entitled in the Congress: but no Senator or Representative, or Person holding an Office of Trust or Profit under the United States, shall be appointed an Elector.
- 译文：“每个州依照该州议会所定方式选派选举人若干人，其数目同该州在国会应有的参议员和众议员总人数相等。但参议员或众议员，或在合众国属下担任有责任或有薪金职务的人，不得被选派为选举人。[2][3]”

依据宪法，总统和副总统由选举人团（英語：Electoral College）选举产生，而选举人团的成员则称为选举人（英語：elector）。当前美国选举人团由538名选举人组成。各州的选举人数量等于该州在国会两院中议席的总数。根据第二十三修正案，哥伦比亚特区也有权产生选举人，但不得超过选举人数目最少的州（也即三名选举人）。巧合的是，自该修正案于1961年通过之后，哥伦比亚特区从未达到可能产生四名选举人的选民人口。
选举人由各州立法机构决定其产生方式。宪法将选举人的具体产生方式交由各州立法机构分别决定，而非由联邦宪法统一规定。多数州采取了“赢者通吃”制度，即在本州普选中获胜的候选人将获得该州所有选举人票。仅有两个州例外，即缅因州与内布拉斯加州，此两州允许每个国会众议员选区分别选出一名选举人。
在此种通过选举人而进行的间接选举中，选民实际选举的是代表各党的选举人。多数州的选票上并不列出选举人的名单，而是标明正副总统候选人的名字。各州选举人常由候选人对应党派选出，而通常某党所派出的选举人也会将选举人票投给本党派候选人。然而也曾经有过少量选举人拒绝将选票投给本党候选人，这样的选举人被称作“失信选举人”。许多州通过立法规定选举人必须将选举人票投给本党候选人，这些州法在Chiafalo v. Washington案中得到最高法院的支持。
宪法虽然将选举人的产生方式交由各州决定，但却规定联邦议员或联邦官员不得成为选举人，以确保三权分立。在实际操作中，两党常常选出州一级官员作为选举人，此举并不违宪。

### 第3节：选举程序
The Electors shall meet in their respective States, and vote by Ballot for two Persons, of whom one at least shall not be an Inhabitant of the same State with themselves. And they shall make a List of all the Persons voted for, and of the Number of Votes for each; which List they shall sign and certify, and transmit sealed to the Seat of the Government of the United States, directed to the President of the Senate. The President of the Senate shall, in the Presence of the Senate and House of Representatives, open all the Certificates, and the Votes shall then be counted. The Person having the greatest Number of Votes shall be the President, if such Number be a Majority of the whole Number of Electors appointed; and if there be more than one who have such Majority, and have an equal Number of Votes, then the House of Representatives shall immediately chuse（原文如此） by Ballot one of them for President; and if no Person have a Majority, then from the five highest on the List the said House shall in like Manner chuse（原文如此） the President. But in chusing（原文如此） the President, the Votes shall be taken by States, the Representation from each State having one Vote; A quorum for this Purpose shall consist of a Member or Members from two thirds of the States, and a Majority of all the States shall be necessary to a Choice. In every Case, after the Choice of the President, the Person having the greatest Number of Votes of the Electors shall be the Vice President. But if there should remain two or more who have equal Votes, the Senate shall chuse（原文如此） from them by Ballot the Vice President.
- 译文：选举人在各自州内集会，投票选举两人，其中至少有一人不是选举人本州的居民。选举人须开列名单，写明所有被选人和每人所得票数；在该名单上签名作证，将封印后的名单送合众国政府所在地，交参议院议长收。参议院议长在参议院和众议院全体议员面前开拆所有证明书，然后计算票数。得票最多的人，如所得票数达到所选派选举人总数之多数，即为总统。如获得此多数票者不止一人，且得票相等，众议院应立即投票选举其中一人为总统。如无人获得多数票，该院应以同样方式从名单上得票最多的五人中选举一人为总统。但选举总统时，以州为单位计票，每州代表有一票表决权；2/3的州各有一名或多名众议员出席，即构成选举总统的法定人数，选出总统需要所有出席州的过半数票。在每种情况下，总统选出后，获得选举人票最多者，即为副总统。但如果有两人或两人以上得票相等，参议院应投票选举其中一人为副总统[2][3][4]。

在当代政治中，两党通过各种方式产生各州选举人名单以及联邦正副总统候选人，而后各州选民通过大选来选出本州选举人。在绝大多数州，赢得普选票的党就赢得了本州所有的选举人票。选举人选出后，将在各州集会并投票选出正副总统。根据宪法的最初版本，每位选举人投出两票选举总统，并且保证至少一票须投给非本州居民，此规定意在避免正副总统皆来自于同州。得票最高者成为总统，次高者则为副总统。若出现多人均获得多数票且票数相等的情况，则由众议院选出总统；若无人获得多数票，也由众议院在票数最多的五人中选出一人成为总统。当众议院选举总统时（称为"contingent election"），每州拥有一票，获得过半数票者成为总统。若得票次高者出现平局，则由参议院选举产生副总统。在1800年总统选举中，选举人票数出现了平局，而众议院选举总统时陷入了僵局，经过整整36轮投票后才最终选出杰斐逊成为总统。
显然，立宪先贤在最初的宪法文本中力图使正副总统的产生独立于国会之外，因此才规定了选举人团制度并且明文规定联邦议员不得成为选举人。此选举方式截然不同于议会制国家政府首脑的产生方式，即由议会选举产生总理或首相。然而与此同时，宪法又规定选举人在各自州集会选举正副总统，而非全国选举人在同一地点集会进行选举。在18世纪的技术条件下，分别集会的必然后果就是在选举票数相等时各州选举人无法及时打破僵局，于是不得不需要国会的介入。当然，若宪法规定全国选举人在首都（或其他某地）集会进行选举将可以解决此问题而避免国会的插手，然而立宪先贤基于两个重要原因而没有采纳这一方案。首先，对于偏远州的选举人来说，仅仅为了投票而费时费力地去到首都似乎是并不必要的负担——要记住选举人被禁止担任任何联邦职务，因此也就没有任何必要专门去首都一趟。其次，也更重要的是，许多立宪先贤担心在同一地点集会的选举人可能会受到少数人的威胁恐吓。历史上，此类对选举的恐吓在中世纪以来的欧洲经常出现，特别是由红衣主教选举教皇时。
鉴于1800年选举的僵局，1804年通过的第十二修正案对正副总统的选举方式进行了若干重要的修订。每个选举人不再对总统投下两票，而改为总统一票，副总统一票。当没有总统候选人取得多数票时，由众议院从得票最高的三人（修正案之前为五人）中选出总统。当没有副总统候选人取得多数票时，由参议院从得票最高的两人中选出副总统（宪法原文仅规定当出现平局时由参议院进行选举）。同时，修正案也明确规定副总统候选人的参选资格与总统候选人相同。

### 第4节：选举日期
The Congress may determine the Time of chusing（原文如此） the Electors, and the Day on which they shall give their Votes; which Day shall be the same throughout the United States.
- 译文：国会得确定选出选举人的时间和选举人投票日期，该日期在全合众国应为同一天[2][3]。

国会得以设立一个选举日，目前，该日期是每一任总统任期最后一年11月1日后的第一个星期二。而选举人则是在同年12月第2个星期三之后的星期一进行投票，然后这些选票将交给身兼参议院议长的副总统，并在国会两院的联席会议上进行清点并宣布获胜者。

### 第5节：参选资格
No Person except a natural born Citizen, or a Citizen of the United States, at the time of the Adoption of this Constitution, shall be eligible to the Office of President; neither shall any person be eligible to that Office who shall not have attained to the Age of thirty five Years, and been fourteen Years a Resident within the United States.
- 译文：无论何人，除生为合众国公民或在宪法采用时已是合众国公民者外，不得当选为总统；凡年龄不满35岁、在合众国境内居住不满14年者，也不得当选为总统[2][3]。

所以，任何人正式宣誓就职总统时必须要：
- 年满35岁；
- 出生时即为美国公民；
- 在合众国境内居住已满14年。

之后通过的有两条修正案对总统及副总统的就职资格进行了进一步修正：
- 美利坚合众国宪法第十二条修正案规定副总统的人选也必须达到总统人选的所有要求；
- 美利坚合众国宪法第二十二条修正案规定总统任期不得超过两届。

### 第6节：职位空缺或无法行指职责时的补救程序
In Case of the Removal of the President from Office, or of his Death, Resignation, or Inability to discharge the Powers and Duties of the said Office, the Same shall devolve on the Vice President, and the Congress may by Law provide for the Case of Removal, Death, Resignation or Inability, both of the President and Vice President, declaring what Officer shall then act as President, and such Officer shall act accordingly, until the Disability be removed, or a President shall be elected.
- 译文：如遇总统被免职、死亡、辞职或丧失履行总统权力和责任的能力时，总统职务应移交副总统。国会得以法律规定在总统和副总统两人被免职、死亡、辞职或丧失任职能力时，宣布应代理总统的官员。该官员应代理总统直到总统恢复任职能力或新总统选出为止[2][3]。

### 第7节：报酬
The President shall, at stated Times, receive for his Services, a Compensation, which shall neither be increased nor diminished during the Period for which he shall have been elected, and he shall not receive within that Period any other Emolument from the United States, or any of them.
- 译文：总统在规定的时间，应得到服务报酬，此项报酬在其当选担任总统任期内不得增加或减少。总统在任期间不得接受合众国或任何的州的任何其他俸禄[2][3]。

目前美国总统的报酬为每年40万美元，宪法这一节主要是规定在任何一位总统任内，其所得到报酬的数目不得发生变更，并且总统也不得接受来自任何其他州或联邦的报酬。

### 第8节：正式上任前的宣誓或代誓誓词
Before he enter on the Execution of his Office, he shall take the following Oath or Affirmation:—"I do solemnly swear (or affirm) that I will faithfully execute the Office of President of the United States, and will to the best of my Ability, preserve, protect and defend the Constitution of the United States."
- 译文：总统在开始执行职务前，应作如下宣誓或代誓宣言：“我庄严宣誓（或宣言）我一定忠实执行合众国总统职务，竭尽全力维护、保护和捍卫合众国宪法”[2][3]。

根据国会联席委员会的说法，乔治·华盛顿在首次总统就职典礼宣誓时增加了“上帝助我”（英語：So help me God）4个字，但这一说法一直存在争议。对此没有其实任何同期的证据，也没有任何参与过其典礼的目击者——包括那些转述过他誓词的人——提及过这4个字。
同时，新当选总统的名字一般都会加在“我”（英語：“I”）字的后面，比如说“我，乔治·华盛顿庄严宣誓......”
此外副总统上任前同样有宣誓仪式，不过这并非宪法而是之后国会法案中的规定。目前，副总统的宣誓誓词与所有国会议员的誓词一样：
I do solemnly swear (or affirm) that I will support and defend the Constitution of the United States against all enemies, foreign and domestic; that I will bear true faith and allegiance to the same; that I take this obligation freely, without any mental reservation or purpose of evasion; and that I will well and faithfully discharge the duties of the office on which I am about to enter. So help me God.
- 译文：

## 第二款：总统职权

### 第1节：军队司令；内阁首脑；缓刑和赦免权
The President shall be Commander in Chief of the Army and Navy of the United States, and of the Militia of the several States, when called into the actual Service of the United States; he may require the Opinion, in writing, of the principal Officer in each of the executive Departments, upon any Subject relating to the Duties of their respective Offices, and he shall have Power to grant Reprieves and Pardons for Offenses against the United States, except in Cases of Impeachment.
- 译文：总统是合众国陆军、海军和征调为合众国服役的各州民兵的总司令。他得要求每个行政部门长官就他们各自职责有关的任何事项提出书面意见。他有权对危害合众国的犯罪行为发布缓刑令和赦免令，但弹劾案除外[2][3]。

总统是所有军队的总司令，不过，宪法第一条中规定只有国会拥有宣战权。总统在拥有国会授权的情况下可以对军队进行部署调動，但没有权力直接宣战。
根据历史学家托马斯·伍兹所说，“自朝鲜战争开始，宪法第二条第二款中总统身为军队统帅的表述常被理解为其有权在外交事务中采取必要的手段，或至少是可以在实际运作中未经国会同意就派出军队参战。”但从第二次世界大战开始，每一次重大的军事行动从技术上来说都是一次“军事行动”或联合国的治安行动，这些在国会看来都可以被视为是正当合法的，因为它们要么有着各种各样的联合国决议案的支持，要么则有着像东京湾决议案或是伊拉克决议案的授权。

### 第2节：咨询和同意条款
He shall have Power, by and with the Advice and Consent of the Senate, to make Treaties, provided two thirds of the Senators present concur; and he shall nominate, and by and with the Advice and Consent of the Senate, shall appoint Ambassadors, other public Ministers and Consuls, Judges of the supreme Court, and all other Officers of the United States, whose Appointments are not herein otherwise provided for, and which shall be established by Law: but the Congress may by Law vest the Appointment of such inferior Officers, as they think proper, in the President alone, in the Courts of Law, or in the Heads of Departments.
- 译文：总统经咨询参议院和取得其同意有权缔结条约，但须经出席参议员三分之二的批准。他提名，并经咨询参议院和取得其同意，任命大使、公使和领事、最高法院法官和任命手续未由本宪法另行规定而应由法律规定的合众国所有其他官员。但国会认为适当时，得以法律将这类低级官员的任命权授予总统一人、法院或各部部长[2][3]。

### 第3节：参议院休会期间的临时任命
The President shall have Power to fill up all Vacancies that may happen during the Recess of the Senate, by granting Commissions which shall expire at the End of their next Session.
- 译文：总统有权委任人员填补在参议院休会期间可能出现的官员缺额，此项委任在参议院下期会议结束时满期。

## 第三款：总统职责
He shall from time to time give to the Congress Information of the State of the Union, and recommend to their Consideration such Measures as he shall judge necessary and expedient; he may, on extraordinary Occasions, convene both Houses, or either of them, and in Case of Disagreement between them, with Respect to the Time of Adjournment, he may adjourn them to such Time as he shall think proper; he shall receive Ambassadors and other public Ministers; he shall take Care that the Laws be faithfully executed, and shall Commission all the Officers of the United States.
- 译文：总统应不时向国会报告联邦情况，并向国会提出他认为必要和妥善的措施供国会审议。在非常情况下，他得召集两院或任何一院开会。如遇两院对休会时间有意见分歧时，他可使两院休会到他认为适当的时间。他应接见大使和公使。他应负责使法律切实执行，并委任合众国的所有官员[2][3]。

### 第3节：在特别情况下召集国会开会或要求休会
在特别情况下，总统可以召集国会中的任何一个或两个开会。如果两院对休会时间不能达成一致，则总统可以令两院休会至他认为合适的时候为止。这一权力的最后一次行使是在1948年，哈利·S·杜鲁门召集国会召开特别会议。这也是美国历史上第27次由总统召开这种会议。

### 第4节：接见外国使节
总统“应接见大使和公使”，宪法的这一条款被解读为总统在所有外交事务方面拥有广泛的权力。

### 第5节：切实执行法律
总统必须“负责使法律切实执行”，宪法中的这一条款规定总统有执行和维护法律的义务因此被称为维护条款，也称忠实执行条款。这一条款旨在确保即使并不同意，总统也会忠实地执行法律。凭借其行政权，总统可以执法并管控其他执法者。但在维护条款制约下，总统必须用自己的行政权力来“负责使法律切实执行”。
据北卡罗莱纳州联邦宪法批准大会的记载，威廉·麦克莱恩（英語：William Maclaine）在会上表示忠实执行条款是“（宪法中）最好的条款之一”。“如果总统负责使法律切实执行，这将比现在大陆上的任何一个政府都做得更好。对此我可以大胆地说，我们和其他州的政府在忠实执行法律的很多方面都是毫无价值的。”首任总统乔治·华盛顿将这一条款理解为他在确保联邦法律执行上有特别的责任。他曾在对威士忌暴乱商讨处理对策时表示：“我有责任看到法律得到执行：让他们被无所顾忌地任人宰割将为（我的责任）所不容。”

## 第四款：弹劾
The President, Vice President and all civil Officers of the United States, shall be removed from Office on Impeachment for, and Conviction of, Treason, Bribery, or other High crimes and Misdemeanors.
- 译文：总统、副总统和合众国的所有文职官员，因叛国、贿赂或其他重罪和轻罪而受弹劾并被定罪时，应予免职[2][3]。

联邦宪法的这一条款规定，无论是总统、副总统、内阁部长或其他任何文职官员、法官等，都可以被国会弹劾并免职。这其中，众议院通过表达来决定是否要对官员进行弹劾，其职责相当于美国法庭审判中的大陪审团和检查官（原告）；而参议院则负责审理弹劾案，并投票表决罪名是否成立，其职责相当于美国法庭审判中的小陪审团。
任何官员一旦弹劾罪名被判成立则会被立即解除职务，参议院还可以在免职的同时禁止其将来再在联邦政府中担任任何职务从程序上，弹劾只是决定一个人是否可以继续担任其职务，弹劾罪名成立后并不直接伴随有其他的任何惩罚，但是其还需要面对民事或刑事法庭的审判。